# Malinowo (obwód Łowecz)
Malinowo (bułg. Малиново) – wieś w północnej Bułgarii, w obwodzie Łowecz, w gminie Łowecz.
Wieś znajduje się w górzystym terenie. Stara nazwa miejscowości do 1971 roku to Ostrec.